# Perle Bouge
Pour les articles homonymes, voir Bouge (homonymie).
Perle Bouge, née le 1er décembre 1977 à Rennes, est une rameuse d'aviron handisport française, médaillée d'argent aux Jeux paralympiques de Londres en 2012 et de bronze à ceux de Rio en 2016.

## Biographie
Perle Bouge participe aux épreuves d'aviron en catégorie tronc et bras. Elle remporte deux médailles paralympiques en deux de couple mixte avec Stéphane Tardieu : la première d'argent aux Jeux d'été de 2012 à Londres, la seconde de bronze aux Jeux de 2016 à Rio.
À partir d'avril 2018, elle fait partie de la commission des athlètes, une instance de dix-huit sportifs présidée par Martin Fourcade qui va travailler à la préparation concrète des Jeux olympiques et paralympiques de 2024.

## Palmarès

### Jeux paralympiques
- 2012 à Londres,  Royaume-Uni
  -  Médaille d'argent en deux de couple mixte.
- 2016 à Rio de Janeiro,  Brésil
  -  Médaille de bronze en deux de couple mixte.

### Championnats du monde
- 2010 à Karapiro,  Nouvelle-Zélande
  -  Médaille d'argent en deux de couple mixte.
- 2011 à Bled,  Slovénie
  -  Médaille d'argent en deux de couple mixte.
- 2013 à Chungju,  Corée du Sud
  -  Médaille d'argent en deux de couple mixte.
- 2014 à Amsterdam,  Pays-Bas
  -  Médaille d'argent en deux de couple mixte.
- 2015 à Aiguebelette,  France
  -  Médaille de bronze en deux de couple mixte
- 2018 à Plovdiv,  Slovénie
  -  Médaille d'or en skiff (PR2W1x).
- 2019 à Ottensheim,  Autriche
  -  Médaille de bronze en deux de couple mixte.

### Championnats d'Europe
- 2021 à Varèse,  Italie
  -  Médaille de bronze en deux de couple PR2 mixte.
- 2022 à Munich,  Allemagne
  -  Médaille d'argent en deux de couple PR2 mixte.

### Championnats de France
- Championne de France en skiff en 2010, 2011 et 2012.

## Décorations
- Chevalier de l'ordre national du Mérite (décret du 31 décembre 2012)[4]
- Médaille de la jeunesse, des sports et de l'engagement associatif, or (2024)[5]